# Lennie Rosenbluth
Leonard Robert "Lenny" Rosenbluth (Nueva York; 22 de enero de 1933-18 de junio de 2022) fue un jugador de baloncesto estadounidense que disputó dos temporadas en la NBA. Con 1,93 metros de estatura, jugaba en la posición de alero. Fue elegido extraoficialmente mejor universitario del año en 1957. Falleció el 18 de junio de 2022 a los ochenta y nueve años.

## Trayectoria deportiva

### Universidad
Jugó durante tres temporadas con los Tar Heels de la Universidad de North Carolina. en su primer año, en 1955, ya llamó poderosamente la atención, tras promediar 25,5 puntos y 11,7 rebotes por partido. Al año siguiente sus cifras subieron hasta los 26,7 puntos por partido, lo que le valió para ser incluido en el segundo quinteto All-American.
Pero será sobre todo recordado por su última campaña universitaria, en la cual los Tar Hells llegaron imbatidos a la final de la NCAA, en la que se encontrarían con los Jayhawks de la Universidad de Kansas, liderados por Wilt Chamberlain. El partido se resolvió después de tres prórrogas a favor de los de North Carolina, consiguiendo Rosenbluth 20 puntos. Fue el mejor anotador del torneo con 28 puntos de media, siendo incluido en el mejor quinteto del torneo y en el primer equipo All-American. Fue además considerado Jugador del Año de la ACC. en el total de su trayectoria colegial promedió 26,9 puntos y 10,4 rebotes por partido, siendo incluido en todas las temporadas en el mejor quinteto de la Atlantic Coast Conference.

### Profesional
Fue elegido en la sexta posición del Draft de la NBA de 1957 por Philadelphia Warriors, pero su juego no llegó a cuajar como profesional. En su primera temporada disputó apenas 7 minutos por partido, promediando 4,4 puntos y 1,7 rebotes. al año siguiente las cosas fueron a peor, ya que apenas fue puesto en cancha en 29 partidos, en la que iba a ser su último año como profesional. en el total de su corta carrera promedió 4,2 puntos y 1,8 rebotes por noche.

#### Estadísticas

##### Temporada regular
| Temp.   | Edad | Equipo       | Liga | P  | TIT | MIN | TC  | TCA | %TC  | TL  | TLA | %TL  | REB | ASIS | FP  | PTS |
| 1957-58 | 25   | Philadelphia | NBA  | 53 |     | 7.0 | 1.7 | 5.0 | .343 | 1.0 | 1.6 | .631 | 1.7 | 0.4  | 0.7 | 4.4 |
| 1958-59 | 26   | Philadelphia | NBA  | 29 |     | 7.1 | 1.5 | 5.0 | .297 | 0.7 | 1.0 | .724 | 1.9 | 0.2  | 0.7 | 3.7 |
| Total   |      |              | NBA  | 82 |     | 7.0 | 1.6 | 5.0 | .327 | 0.9 | 1.4 | .655 | 1.8 | 0.4  | 0.7 | 4.2 |

##### Playoffs
| Temp.   | Edad | Equipo       | Liga | P | MIN | TCA | TC | TLA | TL | REB | ASIS | FP | PTS | %TC  | %FT  | MIN | PTS | REB | AST |
| 1957-58 | 25   | Philadelphia | NBA  | 4 | 11  | 3   | 9  | 2   | 3  | 3   | 0    | 0  | 8   | .333 | .667 | 2.8 | 2.0 | 0.8 | 0.0 |
| Total   |      |              | NBA  | 4 | 11  | 3   | 9  | 2   | 3  | 3   | 0    | 0  | 8   | .333 | .667 | 2.8 | 2.0 | 0.8 | 0.0 |